# باباخا
باباخا (بالروسية: папа́ха, papakha؛ بالشيشانية: холхазан-куй, holhazan-kuy؛ بالأرمنية: փափախ, p‘ap‘akh؛ النطق الأرمني: ‎[pʰɑˈpʰɑχ]‏؛ بالأذرية: papaq, پاپاق، ترجمة حرفية 'Hat'؛ بالجورجية: ფაფახი, papakhi) قبعة صوفية يرتديها الرجال في جميع أنحاء القوقاز وكذلك في الأفواج العسكرية في المنطقة وخارجها. كلمة باباخا من أصل تركي (باباخ).